# Gà cúng
Gà cúng hay còn gọi là gà hiến tế, gà hiến sinh, gà tế là các con gà, thường là gà trống dùng để hiến tế (cúng) cho ơn trên, thượng đế, các vị thánh, thần hay ông bà tổ tiên nhân dịp Lễ, cúng, kỵ hoặc phục vụ cho một nghi thức tôn giáo nào đó. Hiến tế động vật là tập tục có từ lâu trong văn hóa, các loài vật thường được chọn hiến tế thông thường là dê, cừu, bò, trâu, ngựa, một số nơi là lợn, trong đó gà là một trong những đối tượng quan trọng.
Trong văn hóa phương Đông thì gà thuộc nhóm tam sinh (ba con vật hiến sinh). Còn gà trống được chọn làm vật tế lễ thần linh, gia tiên là vì người xưa cho gà trống có các tính quý và đẹp hơn hẳn các loại gia cầm khác, gà trống được chọn làm vật phẩm để cúng tế tổ tiên, gia thần, mọi người quan niệm có được con gà cúng như ý sẽ yên tâm đón một năm mới tốt đẹp. Trong Do Thái giáo, những con gà cúng còn được gọi là Kapparot (tiếng Do Thái: כפרות, còn gọi là Kapporois, Kappores), số ít là Kapparah (כפרה).

## Ở Việt Nam

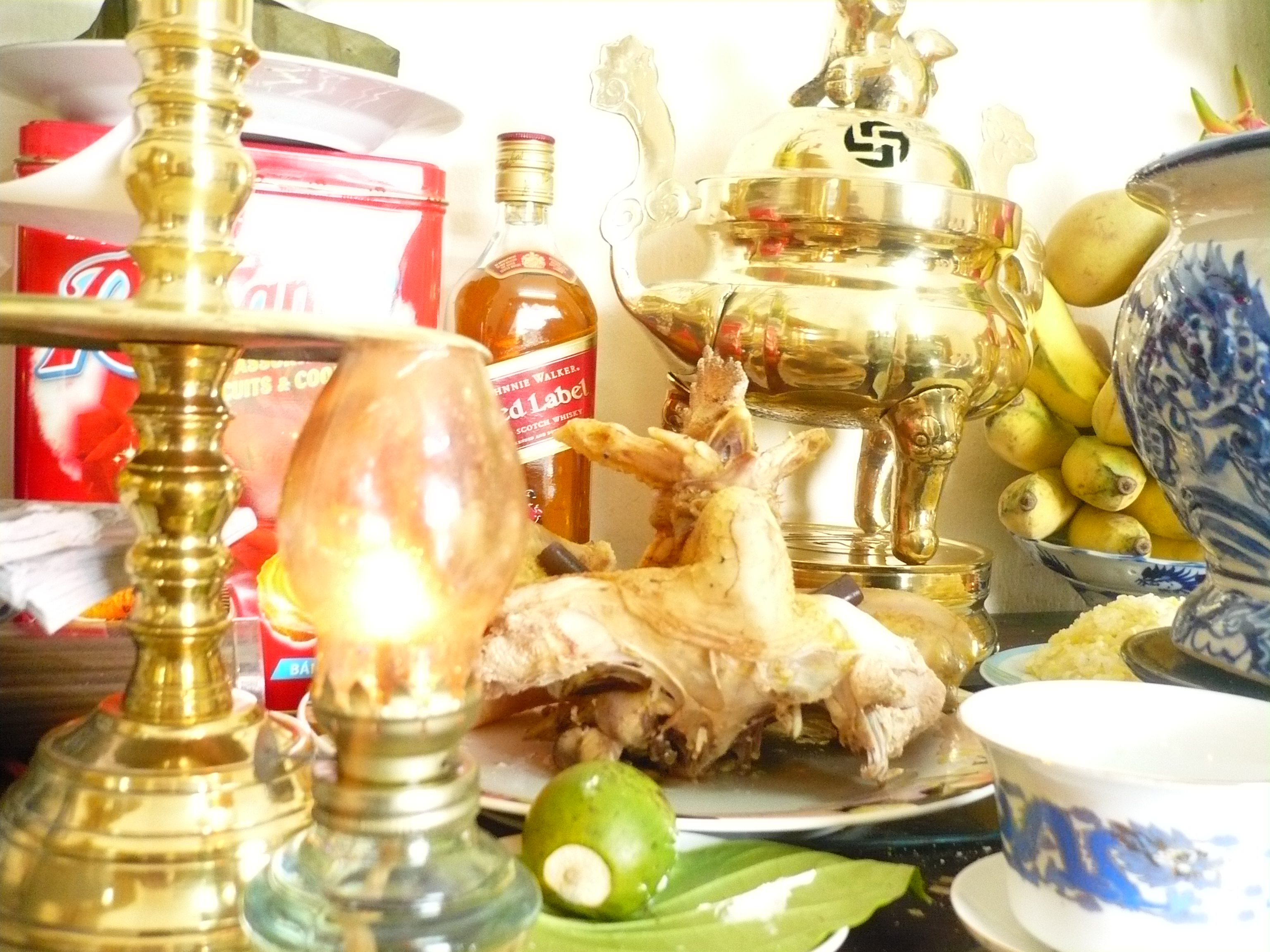
Gà cúng được bày trên bàn thờ

Ở Việt Nam, gà cúng được chọn là gà trống thiến và thông thường được luộc để cúng mà ít khi tế sống, chúng được luộc rồi bày lên bàn thờ hoặc bày ra bàn để cúng và sau đó được đưa vào tiệc cho mọi người cùng thưởng thức. Gà cúng rất phổ biến trong các dịp cúng kỵ, lễ và dịp tết. Luộc gà cúng phải cẩn thận hơn rất nhiều so với việc luộc gà ăn ngày thường. Gà cúng giao thừa cần phải thể hiện sự thành kính của gia chủ.

### Quan niệm
Ở Việt Nam, con gà trống trong dân gian được coi là con vật quan trọng, báo hiệu điều lành, dữ, đoán định tương lai. Đầu năm, một số dân tộc thường đặt gà trống cúng trước bàn thờ, cắt tiết, thả ra xem lúc giãy chết đầu gà sẽ quay về hướng nào để đoán định công việc làm ăn trong năm ấy thất hay phát. Nếu lúc giãy chết đầu gà quay về nơi thờ ma nhà hoặc buồng chủ nhà thì năm đó gia đình sẽ làm ăn phát đạt. Nếu đầu gà quay ra cửa thì năm đó làm ăn khó khăn, hao tiền tốn của. Họ sẽ bắt con gà khác cúng lại, nếu vẫn như thế thì phải mời thầy cúng về hóa giải... Còn với người Kinh thì lựa chọn gà cúng đơn giản hơn. 

### Chọn gà
Gà cúng đêm giao thừa phải là gà trống hoa, trống mới le te gáy, không khuyết tật, màu lông đỏ hay vàng đỏ, mào đơn thẳng đứng, mỏ vàng, chân vàng... và quan trọng là chưa đạp mái (có ý nghĩa khỏe mạnh, tinh khiết) thì lời thỉnh cầu mới linh nghiệm. Gà trống hoa mơ (chân cao, màu vàng hoặc trắng), rồi tới gà trống tía, trống đen, trống lông tạp, gà ri (màu mận, vàng sẫm, mào cờ 5 khía, chân nhỏ, chưa nhú cựa, da và chân màu vàng) cũng rất được chuộng để cúng tế.
Để có một con gà cúng đẹp, người nội trợ cần chọn gà rất kỹ con gà (sống hoặc mái tơ) mào phải đỏ tươi nhú cao đều nhau, lông mượt, nhanh nhẹn, da căng vàng ức đầy, chân nhỏ (gà ri) gà nặng từ 1,2 kg - 1,4 kg là vừa, gà to quá bày không đẹp, thịt kém ngọt nhiều xương. Khi gà mua về cắt dây trói chân, thả vào chuồng hoặc vào lồng 2-3 giờ để gà đi lại cho máu không tụ ở chân, sau đó mới cắt tiết. 

### Làm gà
Trước tiên vặt lông ở dưới tai gà, dùng dao sắt cắt một nhát (không cắt quá sâu đứt cả cổ gà, ra ít tiết sẽ bị thâm đen) hứng tiết vào bát cho thêm một chút nước cho xốp. Khi cắt tiết không cầm quá chặt ở phần đầu làm tụ máu, đầu gà bị đen, khi gà chảy hết tiết mới bỏ vào chậu, nếu gà chưa chết hẳn gà sẽ đập mạnh cánh bị gãy không tạo được con gà đẹp. Dùng lạt buộc cổ giữa hai cánh gà, định hình như gà còn sống cổ vươn cao, hai cánh xoè như hai cánh tiên, đôi chân cài vào trong bụng cho gọn.

### Bày mâm
Với mâm cúng giao thừa nên đặt đầu gà quay ra đường để đón ngài Tân niên hành khiển đi qua, theo quan niệm dân gian thì mỗi năm Thiên đình lại thay toàn bộ quan quân trông nom việc hạ giới. Riêng gà đặt cúng trên ban thờ, quan niệm chung thường là đặt gà quay đầu vào trong bát hương với tư thế há miệng, chân quỳ, cánh duỗi tự nhiên. Tư thế này được coi là "con gà biết kêu, biết gáy, đang chầu". Không đặt gà quay đầu ra, vì cho đó là gà "không chịu chầu". Bày gà cúng nếu đặt đầu quay ra phía ngoài sẽ đẹp mắt hơn. Còn quay đầu vào trong thì phao câu chổng ra ngoài, không đẹp mắt. Khi cúng lễ thì nên để nguyên cả con gà trống vừa đẹp mắt, vừa nghiêm cẩn. Với gà mái, có thể chặt miếng, nhưng khi bày đĩa không được đẹp mắt và giảm bớt phần nghiêm cẩn.

## Ở Do Thái

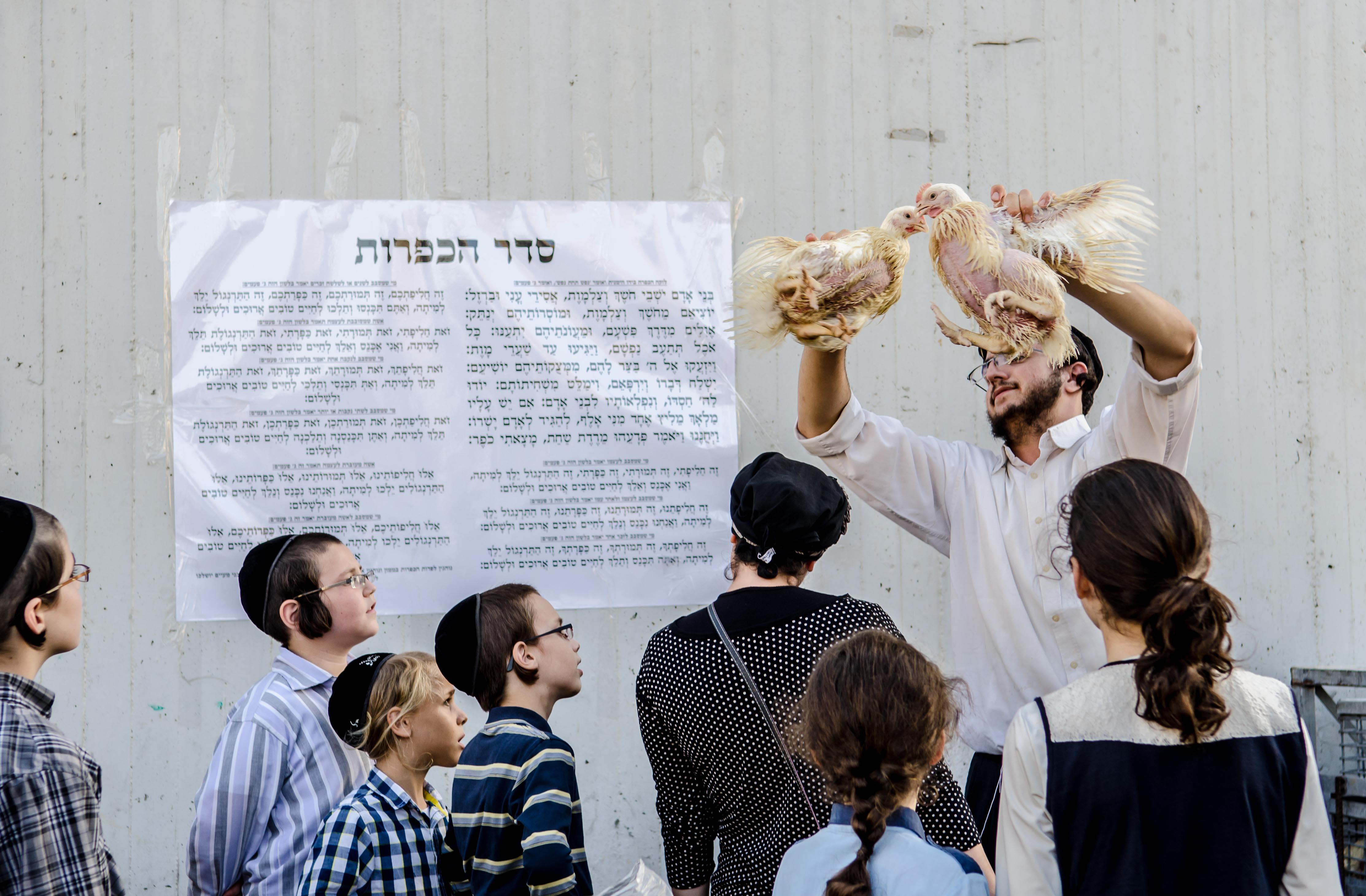
Người Do Thái cúng con gà còn sống

Gà cúng trong văn hóa Tây phương và trong Các tôn giáo khởi nguồn từ Abraham thì có đạo Do Thái giáo là có phong tục gà cúng. Tập tục gà cúng của người Do Thái được gọi trong tiếng Anh là Kapparot (tiếng Hebrew: כפרות, theo cách phát âm của người Do Thái Ashkenazi là, Kapporois, Kappores). Nghi thức gà cúng này được một số người Do Thái thực hành trước ngày Lễ Đền Tội. Người Do Thái sẽ cầm con gà cúng rồi đung đưa vòng vòng con gà cúng lên đầu người ta hoặc chính bản thân mình. Con gà cúng sau đó thì đem cho người vô gia cư hoặc người nghèo như là một hành động bác ái (tzedakah). Việc thực hành gà cúng được đề cập đến lần đầu tiên bởi sư phụ Amram Gaon của học viện Sura ở Babylon năm 670 và sau đó là sư phụ Natronai ben Hilai cũng thuộc học viện Sura năm 853.